# Bjelopolje
Bjelopolje este o arie protejată (sit de importanță comunitară — SCI) din Croația întinsă pe o suprafață de 953,85 ha, integral pe uscat.

## Localizare
Centrul sitului Bjelopolje este situat la coordonatele 44°41′44″N 15°46′16″E / 44.695598°N 15.770982°E.

## Înființare
Situl Bjelopolje a fost declarat sit de importanță comunitară în iulie 2013 pentru a proteja 1 specie de animale.

## Biodiversitate
Situată în ecoregiunea alpină, aria protejată conține 1 habitat natural: Pajiști cu Molinia pe soluri calcaroase, turboase sau argilos-nămoloase (Molinion caeruleae).
La baza desemnării sitului se află o specie protejată de  amfibieni: Triturus carnifex.